# Mossatjärnen (Lycksele socken, Lappland)
Mossatjärnen är en sjö i Lycksele kommun i Lappland och ingår i Umeälvens huvudavrinningsområde.